# Daniel-Cătălin Zamfir
Daniel-Cătălin Zamfir (n. 10 martie 1967, Petroșani, Hunedoara, România) este un politician român, a fost deputat în Parlamentul României în mandatul 2012-2016 din partea USL, iar în prezent este senator în Parlamentul României în mandatul 2016-2020 din partea PSD .
Este căsătorit cu realizatoarea de televiziune Oana Zamfir și împreună au un copil.